# Dave England

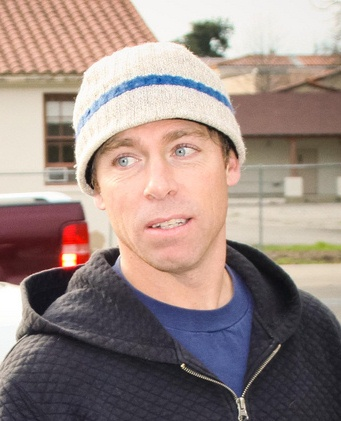

Dave England (Condado de Ventura, 30 de dezembro de 1969) é um dublê americano e ex-snowboarder profissional. Ele é mais conhecido como uma das estrelas do reality show da MTV Jackass.

## Biografia
Dave England, nascido em 30 de dezembro de 1969, no Condado de Ventura, Califórnia, demonstrou um interesse precoce por esportes radicais, especialmente skate e snowboard. Esta inclinação o levou a se tornar um snowboarder profissional, participando de competições e estabelecendo-se na cultura dos esportes radicais.

## Carreira em Jackass
A carreira de Dave England ascendeu com sua participação em Jackass, que estreou em 2000 na MTV. O programa, que misturava esquetes de comédia com acrobacias perigosas, permitiu a England explorar seu humor e habilidades físicas de forma ousada. Sua capacidade de realizar acrobacias arriscadas e o uso de humor escatológico contribuíram para o apelo do programa, que se tornou um fenômeno cultural. O **Hollywood Reporter** menciona que o programa ajudou a redefinir o gênero de comédia na televisão, solidificando a imagem de seus membros como ícones da cultura pop (The Hollywood Reporter, 2022).

## Atuação e Outros Projetos
Além de sua presença em Jackass, England participou de vários filmes relacionados ao programa, incluindo Jackass: The Movie (2002), Jackass Number Two (2006) e Jackass 3D (2010). Estas produções não apenas solidificaram sua posição como uma figura proeminente no entretenimento, mas também ampliaram o alcance do conteúdo humorístico associado aos esportes radicais. O **Rolling Stone** destacou que o lançamento de Jackass Forever (2022) trouxe de volta a essência do que tornou o programa tão popular, permitindo que a nova geração experimentasse o humor e as acrobacias que definiram uma era (Rolling Stone, 2022).

## Estilo e Contribuições
Dave England é conhecido por seu estilo único que combina uma atitude irreverente com humor autodepreciativo. Sua abordagem ousada influenciou muitos criadores de conteúdo, contribuindo para a evolução do gênero de comédia relacionada a esportes radicais. O programa Jackass ajudou a popularizar uma nova forma de entretenimento que uniu humor extremo a acrobacias físicas, influenciando uma geração de criadores e entretenedores.

## Vida Pessoal
Embora England tenha se mantido relativamente fora dos holofotes nos últimos anos, sua presença nas redes sociais continua a engajar seus fãs. Ele é casado e pai de filhos, e frequentemente compartilha aspectos de sua vida pessoal, promovendo uma imagem de autenticidade que ressoa com seu público.

## Impacto Cultural
O impacto cultural de Jackass e, por conseguinte, de Dave England é inegável, especialmente na intersecção entre comédia e esportes radicais. O programa ajudou a popularizar uma nova forma de entretenimento que uniu humor extremo a acrobacias físicas, influenciando uma geração de criadores e entretenedores.